# Jacques Biélinky
Pour les articles homonymes, voir Bielinsky.
Jacques Biélinky (Jacques Bielinski), né le 20 juillet 1881 à Vitebsk en Russie et mort en 1943 au camp d'extermination de Sobibor, est un journaliste français.

## Biographie
Jacques Biélinky survit au pogrom de Kichinev en 1903, est emprisonné par la suite pour activités socialistes sous le régime tsariste. En 1909 il émigre en France en tant que réfugié politique et en 1927 il est naturalisé français. Critique d'art et chroniqueur à L'Univers israélite, figure du judaïsme officiel, Jacques Biélinky était l’un des meilleurs connaisseurs de l’immigration juive dont il était issu.
Entre 1940 et 1942, il tient un journal détaillant la vie quotidienne à Paris et la persécution des Juifs. Dans les premiers mois de l'occupation, il ne remarque qu'extrêmement peu d'allusions antisémites. Ainsi l'ordonnance du 27 septembre 1940 qui ordonne d'apposer une affiche jaune devant les magasins juifs n'en fait pas chuter la fréquentation. Mais peu à peu Jacques Biélinky voit le soutien des Parisiens s'étioler. Noyés dans les difficultés de ravitaillements et les problèmes quotidiens, ils se replient sur eux-mêmes. Le journal de Biélinki permet de comprendre les situations humaines qui se cachent derrière les textes des lois anti-juives.
Il est arrêté dans la nuit du 10 au 11 février 1943, lors d’une rafle organisée par la police française, et déporté par le convoi no 52 du 23 mars 1943 du camp de Drancy vers Chełm, puis vers le camp d'extermination de Sobibor en Pologne.